# Robopop (Vi tar CDn dit vi kommer)
Robopop (Vi tar CDn dit vi kommer), femte albumet av svenska musikgruppen 047, utgivet 28 juni 2006. Bandet hade en releasespelning för albumet dagen efter på Storan i Göteborg.

## Låtlista
1. God Morgan 047!
2. Goolia
3. ZlipzFranz
4. Hokkaido
5. 04d7 Anthem
6. Operator
7. Robopop
8. ReaggieChipStarFlight
9. Time
10. Knight Baggy
11. I framtiden
12. Dragster 5k
13. Ankan
14. Kollaps Kallops
15. Pingpong
16. God Kjell